# Termólisis
La termólisis (también, termoanálisis) es la reacción en la que un compuesto se separa en al menos otros dos cuando se somete a un aumento de temperatura. Por ejemplo, el carbonato de calcio se descompone en óxido de calcio y dióxido de carbono. En otros compuestos se pueden llegar a separar sus átomos constitutivos, por ejemplo, el agua calentada a más de 2500 °C rompe sus enlaces y se convierte en átomos de hidrógeno y oxígeno.

## Termólisis en la termorregulación
Para controlar la temperatura, nuestro organismo emplea mecanismos físicos tales como la orina, la heces, el aire espirado, ingesta de alimentos fríos, estos favorecen  la disipación para eliminar el exceso de calor en el cuerpo.

### Termólisis intensa
Cuando la temperatura central del cuerpo aumenta por encima del nivel crítico, se produce un acrecentamiento de la pérdida de calor mediante la sudoración. Un incremento adicional de 1 °C de la temperatura corporal estimula bastante sudoración para suprimir 10 veces la producción basal de calor del cuerpo. Gran parte de animales poseen una escasa capacidad de perder calor por su superficie anatómica, debido a que esta superficie presenta un pelaje importante que beneficia al individuo, y porque la mayoría no presentan glándulas sudoríparas, lo que elude la mayor parte de la pérdida mediante la evaporación del calor en la piel. Por lo tanto, emplean el mecanismo del jadeo regulado, por el centro del jadeo, que produce un incremento de la frecuencia respiratoria con una respiración muy superficial que contribuye con la veloz evaporación del agua de las superficies mucosas, especialmente la saliva en la lengua.